# Los buenos modales
Los buenos modales (en portugués As Boas Maneiras) es una película de terror y fantasía oscura de 2017 escrita y dirigida por Juliana Rojas y Marco Dutra, protagonizada por Isabél Zuaa, Marjorie Estiano, Miguel Lobo y Cida Moreira.
La película sigue a una mujer llamada Clara que acepta un trabajo como ama de llaves y niñera para una mujer adinerada, solo para darse cuenta de que el trabajo y el embarazo son más complicados de lo que inicialmente creía.
La película se estrenó en el 70.º Festival Internacional de Cine de Locarno, donde ganó el Premio Especial del Jurado. Fue lanzada en Francia el 21 de marzo de 2018 por Jour2Fête y en Brasil el 7 de junio de ese mismo año por Imovision.

## Argumento
Clara se entrevista para un trabajo de niñera a pesar de no tener experiencia ni referencias. Justo cuando está a punto de ser rechazada para el trabajo, la mujer que la entrevista, Ana, experimenta calambres. Clara, comprensiva, la guía a través del dolor, y Ana decide contratarla como ama de llaves interna y futura niñera.
En su cumpleaños número 29, Ana se emborracha y le revela a Clara que está separada de su familia. Originalmente comprometida con un hombre, ella lo engañó y concibió un hijo de su aventura. Sus padres la enviaron a la ciudad para que abortara, pero cortaron los lazos con ella después de que ella se negara a hacerlo.
Los médicos le ordenan a Ana que no consuma carne. Una noche, Clara la encuentra rebuscando en la nevera. Cuando Clara intenta llevarla a la cama, Ana la besa, pero luego la rasca con tanta fuerza que le sale sangre. A la mañana siguiente, Ana no parece recordar el incidente.
Clara se da cuenta de que el incidente podría estar relacionado con la luna llena. La siguiente luna llena, Ana besa apasionadamente a Clara y los dos tienen sexo. Más tarde esa noche, Ana vuelve a ser sonámbula. Clara es testigo de cómo asesina y come un gato. Al día siguiente, Clara le cuenta a Ana sobre su sonambulismo. También pone un poco de su sangre en la comida de Ana para aliviar su sed de sangre y su sonambulismo.
En la siguiente noche de luna llena, los calambres de Ana empeoran. Antes de que Clara pueda pedir ayuda, el estómago de Ana se rompe. Ana es asesinada, dejando atrás a su bebé sobreviviente, un cachorro de hombre lobo. Clara decide huir y abandonar al bebé, pero cambia de opinión sobre la última parte al escuchar los llantos del niño y decide criarlo ella misma, nombrándolo Joel.
Siete años después, Clara trabaja como enfermera y está criando a Joel como si fuera suyo. Ella lo ha criado como vegetariano y lo encadena en lo que se conoce como "el pequeño dormitorio" durante las lunas llenas para protegerlo. Después de que la casera de Clara, Doña Amélia, le da carne a Joel un día, él busca entre las cosas de Clara, donde descubre una foto de Ana, volviéndose hostil con Clara. A la mañana siguiente (cuando Joel comenzó a transformarse mientras discutía con ella), Clara admite a regañadientes que Ana es su madre biológica, pero insiste en que no sabe quién es su padre.
Joel decide buscar a su padre, la única pista es un recibo de un centro comercial donde Ana compró zapatos. Él y su amigo Maurício van al centro comercial, pero están encerrados cuando deciden quedarse adentro más allá de la hora de cierre. Joel se transforma porque todavía es luna llena, y poco después persigue a Maurício y se lo come entero. Regresa a casa solo antes de volver a transformarse inconscientemente, pero es visto por Doña Amélia, quien descubre su secreto y quiere realizarle un exorcismo (ya que los rasgos de Joel se ven afectados por su transformación). Clara le inyecta un anestésico a la caseray luego planea fugarse con Joel al día siguiente, pero como no recuerda completamente lo que hizo en su forma de lobo, la encierra en el dormitorio pequeño en un ataque de confusión e ira. Joel intenta asistir a un baile con su compañera de clase Amanda más tarde esa noche, pero rápidamente se da cuenta de lo que realmente es y le ruega que se vaya antes de que él vuelva a girar. Clara, que ha logrado escapar, le dispara en la pierna antes de que pueda volver a matar, sin herirlo fatalmente.
Clara lleva a Joel a su casa al pequeño dormitorio y le quita la bala, curando la herida. Mientras tanto, Amanda aterrorizada les cuenta a los lugareños lo que sucedió, lo que los lleva a cazar a Joel, rastreando su apartamento y el de Clara (aunque se da a entender que Amanda no quiere que lo hagan) mientras Doña Amélia se despierta y observa con arrepentimiento implícito. Con una canción de cuna que Ana cantó anteriormente en la película, Clara logra domar a Joel para que no la ataque. Finalmente decide que no puede mantenerlo encerrado y hambriento. Mientras los lugareños golpean la puerta, Clara y Joel se preparan para enfrentarlos juntos mientras Joel deja escapar un último aullido.

## Reparto
- Isabél Zuaa como Clara
- Marjorie Estiano como Ana
- Miguel Lobo como Joel
- Cida Moreira como Doña Amélia
- Andréa Marquee como Ângela
- Felipe Kenji como Maurício
- Nina Medeiros como Amanda
- Neusa Velasco como Doña Norma
- Gilda Nomacce como Gilda

## Recepción
La película recibió una puntuación del 96% en el sitio agregador de reseñas Rotten Tomatoes y un 73 de Metacritic, lo que indica críticas positivas.